# Nazionale maschile di pallacanestro del Bangladesh
La nazionale di pallacanestro del Bangladesh (বাংলাদেশ জাতীয় বাস্কেটবল দল) è la rappresentativa cestistica del Bangladesh ed è posta sotto l'egida della Federazione cestistica del Bangladesh.

## Piazzamenti

### Campionati asiatici
- 1979 - 13°
- 1989 - 15°
- 1993 - 18°
- 1997 - 15°

## Nazionali giovanili
- Nazionale Under-18
- Nazionale Under-16